# Bharat Dynamics Limited
Bharat Dynamics Limited (BDL) est une entreprise indienne, fabricant de munitions et de systèmes de missiles. Elle a été fondée en 1970 à Hyderabad, en Inde. BDL a été créée pour être une base de fabrication de systèmes d’armes guidées et a commencé avec un groupe d’ingénieurs issus des usines indiennes de munitions, de DRDO et de l'industrie aérospatiale. Elle a commencé par produire un missile guidé antichar de première génération, le SS.11B1 français. Ce produit était l’aboutissement d’un accord de licence conclu entre le gouvernement indien et Aerospatiale. BDL dispose de trois unités de fabrication, situées à Kanchanbagh, Hyderabad, à Bhanur, district de Medak, et à Visakhapatnam, Andhra Pradesh.
Deux nouvelles unités sont prévues à Ibrahimpatnam, dans le district de Ranga Reddy, dans le Telangana, et à Amravati, dans le Maharashtra.

## Histoire
L’Inde a commencé à mettre au point des missiles locaux dans le cadre du Programme intégré de développement de missiles guidés (IGMDP), ce qui a donné à BDL l’occasion d’être étroitement associée au programme dans lequel elle a été identifiée comme la principale agence de production. Cela a ouvert pléthore d’opportunités pour assimiler les technologies et les compétences avancées en matière de fabrication et de gestion de programmes. En réponse aux approches d’ingénierie simultanée adoptées par le DRDO dans le cadre de l’IGMDP, BDL a été considérée comme un allié fiable et digne de confiance, et a abouti à l’introduction du premier missile sol-sol de pointe de l’Inde, le Prithvi. BDL a fourni le Prithvi aux trois services selon les besoins. BDL a fait une incursion dans le domaine des systèmes d'armes sous-marines, des missiles air-air et des équipements associés, avec le soutien technologique du DRDO et d’autres acteurs dans ce domaine.

## Opérations
BDL a toujours engrangé des bénéfices et a été nommée comme une société Mini Ratna – Catégorie I par le gouvernement de l’Inde. Montrant des progrès constants dans ses opérations au fil des ans, BDL a réalisé un chiffre d’affaires record de 1 075 trillions de roupies en 2012-2013. BDL a des commandes d’une valeur de plus de 1 800 trillions de roupies. Suivant le rythme de la modernisation des forces armées indiennes, BDL est sur le point d’entrer dans de nouveaux secteurs de fabrication couvrant une large gamme de systèmes d’armes tels que les missiles sol-air, les systèmes de défense aérienne, les torpilles lourdes et les missiles air-air, ce qui en fait un fabricant d’équipements de défense. BDL s’est également lancée dans la remise à neuf d’anciens missiles.

## Produits et services

### Missiles indigènes
BDL est l’agence centrale pour la production de missiles développés par l’Inde. Le premier missile de ce type qui est entré en production avec BDL était le missile Prithvi.
BDL fabrique une large gamme de missiles pour les forces armées indiennes. Certains de ses produits les plus importants sont énumérés ci-dessous :
- Agni

En 1998, les Agni-I produits par la BDL ont été introduits dans les forces armées indiennes. BDL fabrique également d’autres missiles et systèmes pour les forces armées indiennes
- Akash

Le Akash (sanskrit : आकाश Ākāś « Ciel ») est un système de défense antimissile sol-air moyenne portée développé par l’Organisation de recherche et de développement pour la défense (DRDO) et soutenu par l’Ordnance Factories Board et Bharat Electronics (BEL) en Inde,,. Le système de missiles peut cibler des avions jusqu’à 30 km de distance, à des altitudes allant jusqu’à 18000 m. Une ogive pré-fragmentée pourrait potentiellement donner au missile la capacité de détruire à la fois les avions et les ogives des missiles balistiques,. Il est en service opérationnel dans l’armée indienne et l’armée de l’air indienne.
- Torpille légère avancée[12]

Elle peut être lancé à partir d’un navire, d’un hélicoptère, d’un sous-marin, et dispose des modes « exercice » et tir réel. Le guidage peut être en mode passif, actif ou mixte. Possibilité de modèles de recherche multiples.
- Systèmes de lancement de contre-mesures

Le système de lancement de contre-mesures (CMDS) est un système de lancement de paillettes et de leurres. Le CMDS est un système défensif aéroporté qui assure l’autoprotection de l’aéronef par ECM passif contre les missiles guidés par radar et à guidage infrarouge lancés depuis les airs et le sol. La protection de l’aéronef est assurée en trompant les missiles en lançant des charges de paillettes et/ou de fusées éclairantes.
- MILAN 2T

Il s’agit d’un missile semi-automatique de deuxième génération, lancé par tube, à suivi optique, avec une ogive en tandem.
- Konkurs – M

Il s’agit d’un missile de deuxième génération, semi-automatique, antichar, lancé par tube, à suivi optique, guidé par fil et à contrôle aérodynamique. Il est conçu pour détruire des cibles blindées mobiles et stationnaires avec des blindages réactifs aux explosifs à une distance de 75 à 4000 mètres.
Caractéristiques saillantes : 
- - il peut être lancé soit à partir du BMP-2, soit à partir d’un lanceur au sol.
  - Ogive tandem simple à utiliser et immunisée contre les contre-mesures électroniques
  - Probabilité élevée de toucher et de tuer
  - Portable et largable par parachute.
  - Scellé hermétiquement, assurant une longue durée de conservation.

- Invar

Invar est une arme tirée à partir du canon du char T-90. Le missile dispose d’un système de contrôle semi-automatique, télé-orienté par un faisceau laser. Il s’agit d’un missile à grande vitesse avec une ogive tandem conçue pour vaincre le blindage réactif explosif. Il est destiné à détruire des cibles fixes et mobiles à des vitesses allant jusqu’à 70 km/h.